# Ahmad II Paixà Karamanli
Ahmad II Paixà Karamanli fou governador otomà de la Regència de Trípoli, fill d'Ali I Paixà Karamanli.
Fou nomenat bey el 1791 després de l'assassinat del seu germà gran Hasan, mantenint el seu pare el càrrec de governador. El seu germà Yusuf aspirava al poder i tenia el suport dels àrabs, i es va revoltar el 1792 i va assetjar Trípoli (juny). En mig d'aquestes lluites els notables locals van demanar al sultà el nomanement de nou governador, ja que Ali I era molt vell i no podia mantenir l'orde. Llavors va aparèixer Ali Burghul Pahsa Çezayrli, un alt funcionari otomà que havia estat expulsat d'Alger, que al·legava haver estat investit governador pel sultà, i que tenia el suport dels notables i els oficials militars i va ocupar la ciutat el 30 de juliol de 1793. Ahmad II i seu pare Ali, i el mateix rebel Yusuf, van fugir a Tunísia.
El 1794 Ali Burghul Pahsa Çezayrli es va apoderar de l'illa de Gerba durant 58 dies. Llavors el bey husaynita de Tunísia, Hammuda Paixà, va donar suport als exilitats Karamanli per recuperar el poder. Iniciada la revolta Ahmad va gafar la direcció mentre el seu pare restava a Tunis. Ahmad va reconquerir Trípoli el 20 de gener de 1795 i Ali Burghul Pahsa Çezayrli va fugir a Egipte (febrer). Ali I va romandre a Tunis renunciant al govern a favor del seu fill.
Però aprofitant una absència d'Ahmed que havia anat a Tadjura, Yusuf es va presentar a Trípoli i es va fer proclamar governador l'11 de juny de 1795. Ahmed finalment va desistir i es va retirar a Malta (febrer de 1796). Yusuf Pasha Karamanli fou reconegut pel sultà. El 1800 els americans van tenir un conflicte amb Yusuf i el van portar a Cirenaica proclamant-lo governador en oposició a Yusuf Pasha, però finalment el conflicte d'aquest amb els americans va quedar arranjat amb inbtrevenció britànica i Ahmad es va retirar a Egipte (juny de 1805).